# Krispy Kreme
Krispy Kreme Doughnuts, Inc. är en amerikansk multinationell snabbmatskedja som tillagar och säljer främst munkar och kafferelaterade drycker i nästan 1 400 butiker i 33 länder världen över. De ägs av det luxemburgiska förvaltningsbolaget JAB Holding Company.
Kedjan grundades fredagen den 13 juli 1937 av Vernon Rudolph när han öppnade ett bageri/konditori i Winston-Salem i North Carolina. Han sålde munkar främst till dagligvaruhandeln men även till de kunder som kom och köpte mellan kl. 00:00 och 04:00 på natten. 1976 köpte Beatrice Foods Krispy Kreme men efter idel misskötsel av snabbmatskedjan, fick ett okänt antal franchisetagare nog och gick ihop och köpte loss Krispy Kreme för 22 miljoner amerikanska dollar. På 1990-talet drog man igång en mycket mer aggressivare expandering av kedjan nationellt än vad man gjort tidigare. I april 2000 beslutade man sig om att bli ett publikt aktiebolag och handlades på Nasdaq, det var första steget mot att inleda en internationell expandering, när man öppnade sin första butik utanför USA den 11 december 2001 i Mississauga, Ontario i Kanada. Den 9 maj 2016 meddelade JAB att man hade lagt ett bud om att köpa ut Krispy Kreme från börsen till ett värde av 1,35 miljarder dollar. Affären blev slutförd den 27 juli.
De hade 2016 en omsättning på mer än en halv miljard dollar och hade en personalstyrka på omkring 5 200 anställda. Deras huvudkontor ligger fortfarande kvar i Winston-Salem, dock flyttades mindre kritiska delar av det till Charlotte i North Carolina och London i England i Storbritannien under 2018.